# Luigi Benedetti
Luigi Benedetti (Italia, 19 de mayo de 1951) fue un atleta  especializado en la prueba de 4 x 100 m, en la que consiguió ser subcampeón europeo en 1974.

## Carrera deportiva
En el Campeonato Europeo de Atletismo de 1974 ganó la medalla de plata en los relevos 4 x 100 metros, con un tiempo de 38.88 segundos, llegando a meta tras Francia y por delante de Alemania del Este, siendo sus compañeros de equipo: Norberto Oliosi, Vincenzo Guerini y Pietro Mennea.